# Learjet 40
Il Learjet 40 è un business jet statunitense bigetto prodotto dalla Learjet.

## Storia del progetto
Il Learjet 40 è stato sviluppato come variante con fusoliera più corta del Learjet 45. È alimentato da due motori Honeywell TFE731-20AR. Questo modello è il successore del Learjet 31 e ha beneficiato dei diversi miglioramenti delle prestazioni e del comfort del modello 45.
ll prototipo, un modello costruito sulla base del 45, effettuò il primo volo il 31 agosto 2002 e il primo velivolo di produzione ha effettuato il suo primo volo il 5 settembre 2002. Entrambi i voli sono stati eseguiti presso l'Aeroporto di Wichita Mid-Continent. L'ente per l'aviazione civile statunitense, la FAA, ha rilasciato la certificazione per questo modello nel luglio del 2003. Il modello è entrato in servizio nel gennaio 2004.
Il Learjet 40XR è una versione aggiornata e migliorata, introdotta nel mese di ottobre del 2004, che consente pesi al decollo superiori, una velocità di crociera maggiore e un più rapido tempo di salita rispetto al Learjet 40. Gli incrementi sono dovuti all'introduzione dei motori in versione TFE731-20BR. I proprietari di Learjet 40 possono aggiornare il loro aereo.

## Galleria d'immagini

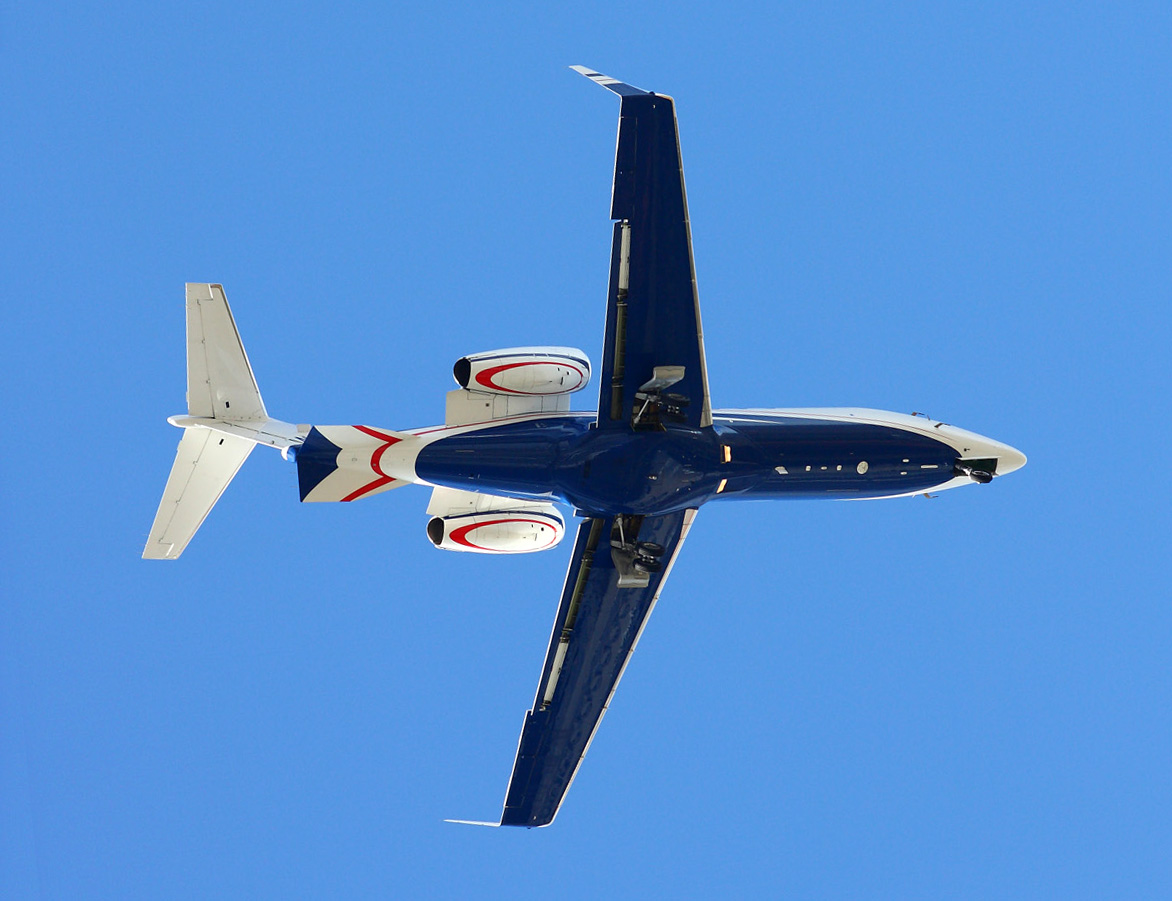
Parte inferiore di un Learjet 40.
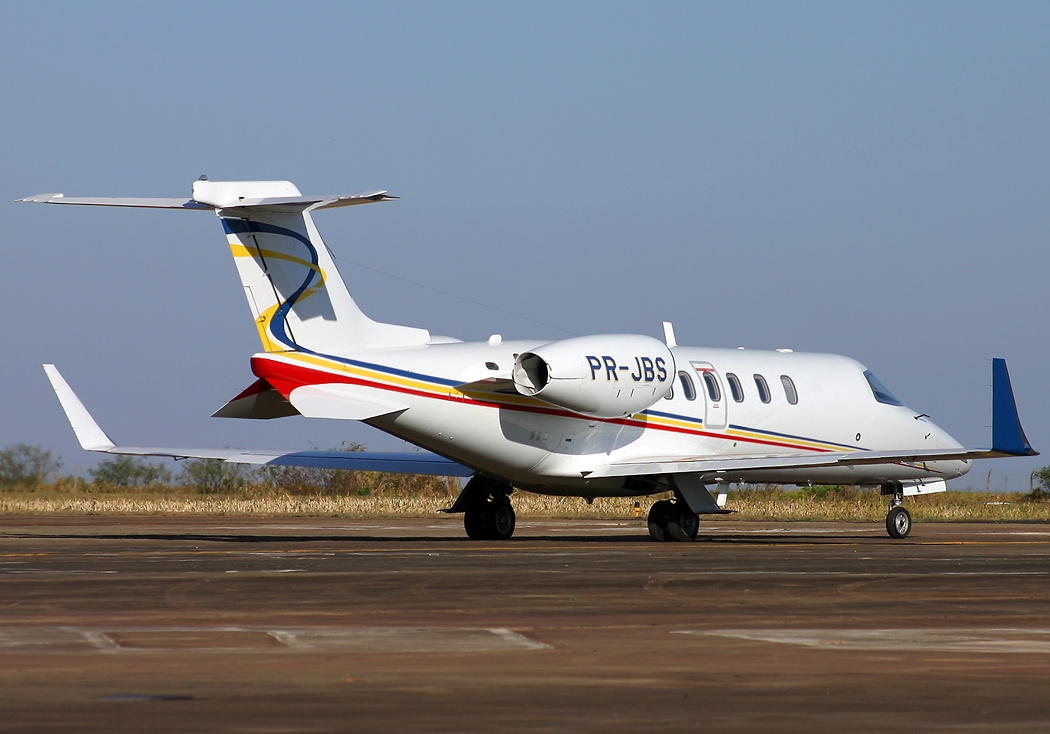
Particolare della parte posteriore.
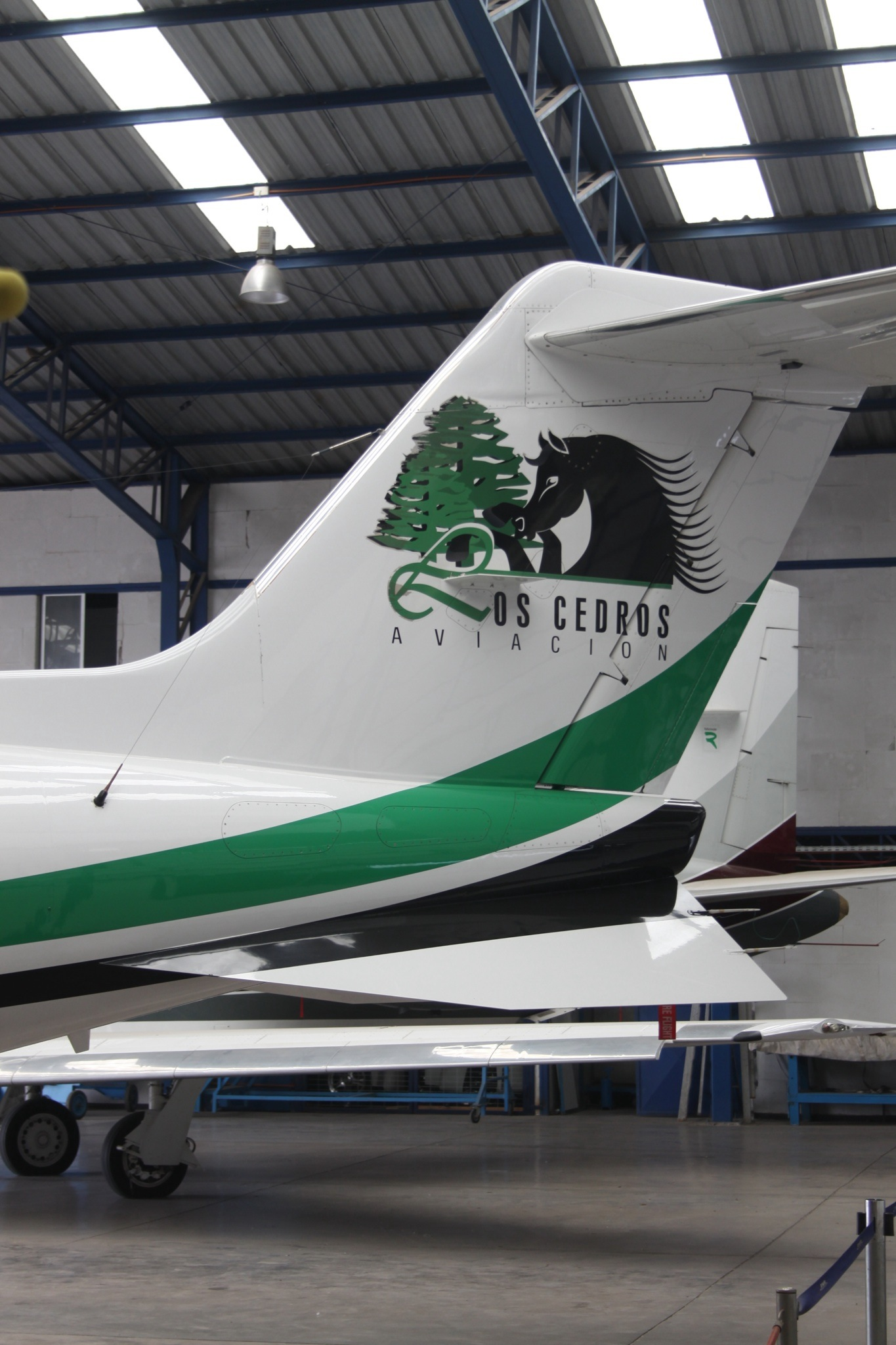
Particolare dell'impennaggio.
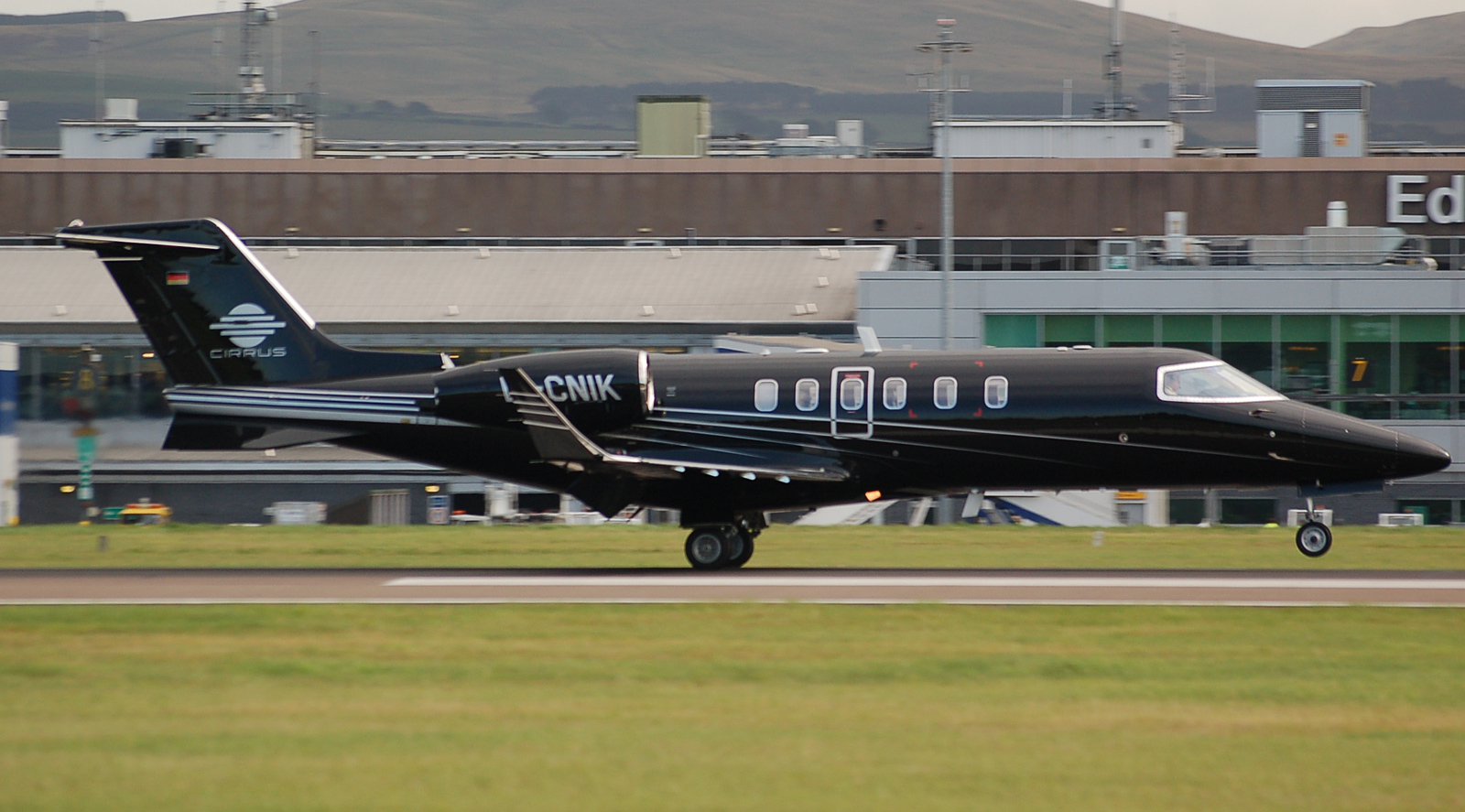
Un Learjet 40 in fase d'atterraggio.